# سوفتيرية
السوفتيرية هو اسم لحضارة أثرية من العصر الحجري المتوسط الأوروبي والتي ازدهرت حوالي 8500 إلى 6500 سنة قبل الميلاد. يشتق اسم من نوع الموقع من ليمانس -لا-سوفتير في الإقليم الفرنسي لوت وغارون.
امتدت عبر أجزاء كبيرة من أوروبا الغربية والوسطى. تشتمل المصنوعات اليدوية المميزة على ميكروليثات هندسية وأسلة مدعومة على شفرات دقيق. وخصوصا أدوات النجارة مفقودة من التجمعات السوفتيرية . توجد هناك أدلة على طقوس الدفن.